# 我們是合而為一的光芒/Future style
《我們是合而為一的光芒/Future style》（日語：僕たちはひとつの光/Future style）是μ's的单曲，2015年7月15日由Lantis发行。收录曲目为《Love Live! 學園偶像電影》的主题曲和插曲。

## 概要
剧场版动画《Love Live! 學園偶像電影》插入曲第3作。为收录了2首剧中曲的雙A面单曲。其中《我們是合而為一的光芒》为电影的主题曲和插入曲，由μ's演唱；《Future style》为电影的插入曲，由高坂穂乃果（新田惠海）、南小鸟（内田彩）、園田海未（三森铃子）演唱。
初回生产期间随机附赠（全9种）中的一种。封面于2015年6月29日公开。
广告标语是“此時此刻正是無可媲美的！”（いまが最高！），也是《我們是合而為一的光芒》第一段的最后一句歌词。

## 榜单成绩
单曲发售首日，便取得3.9万张的销量。首周销量为96,150张，再次刷新了《Love Live!》相关CD首周销量的纪录，位列当周Oricon公信榜第2位。包括之前发售的单曲在内，三张剧场版插入歌单曲全部进入了Oricon日榜销量前三位；而该单曲发售当周，三张CD同时进入前十位，也创造了日本动画歌曲的一个纪录。2015年8月11日，官方宣布三张剧场版插入歌单曲销量全部突破10万张，成为金唱片。

## 收录曲
- CD

1. （我们是合而为一的光芒）
  - 作詞：畑亞貴；作曲：ZAQ；編曲：EFFY
  - 歌：μ's
  - 劇場版《Love Live! 學園偶像電影》主題歌和插入歌。
  - μ's的9名成员的名字包含于歌词中。
2. Future style
  - 作詞：畑亞貴；作曲、編曲：本田光史郎
  - 歌：高坂穂乃果（新田惠海）、南琴梨（内田彩）、園田海未（三森铃子）
  - 劇場版《Love Live! 學園偶像電影》插入歌。
  - 《前進→Tomorrow/START:DASH!!》之后“二年组”的又一首单曲。
3. (Off Vocal)
4. Future style (Off Vocal)